# Балф, Катрина
Катри́на Балф (англ. Caitriona Balfe; МФА [kəˈtriːnə bælf]; род. 4 октября 1979, Монахан, Ольстер, Ирландия) — ирландская модель, телевизионная и киноактриса. Среди моделей из Ирландии первая добилась международной известности.
Как актриса известна по главной роли в телесериале «Чужестранка» (2014) американского телеканала Starz.

## Биография

### Ранние годы
Родилась 4 октября 1979 года в Дублине, Ирландия, в многодетной семье сержанта полиции и брачного консультанта. Выросла в деревне Тедавнет, недалеко от Монахана. В дальнейшем поступила в Технологический университет Дублина на курс актёрского мастерства.

### Карьера модели
В 1998 году агент ирландского модельного агентства Asset заметил 19-летнюю Катрину в супермаркете торгового центра в Дублине, когда она вместе с друзьями из университета во время пасхальных каникул бесплатно упаковывала продукты в рамках сбора денег для фонда борьбы с рассеянным склерозом, и предложил ей работу модели. Проработав моделью в Дублине около года, она приняла приглашение агентства Ford Models и летом 1999 переехала в Париж, бросив учёбу и в случае неудачи собираясь вернуться к ней через год. Её первой работой в Париже стал престижный показ в честь празднования 30-летия модного дома Kenzo и годовой контракт с Calvin Klein.
Через год Катрина решила, что карьера модели не для неё, взяла перерыв и полгода отдыхала, катаясь на сноуборде. Вернувшись к работе, следующие два года провела между Парижем, Лондоном и Миланом.
В конце 2002 приняла участие в восьмом ежегодном показе нижнего белья Victoria’s Secret Fashion Show в Нью-Йорке в качестве приглашённой модели, став первой ирландской моделью когда-либо работавшей на подиуме с Victoria’s Secret.
В 2003 по приглашению агентства Elite переехала в Нью-Йорк.
За свою карьеру модели участвовала в показах мод ряда известных брендов: двенадцать показов Dolce & Gabbana, восемь показов Chanel, по семь — Marc Jacobs, Narciso Rodriguez и Moschino, шесть — Etro, по пять — Armani, Roberto Cavalli, Max Mara, Ann Demeulemeester и Louis Vuitton, по четыре — Givenchy, Oscar de la Renta, Missoni, Bottega Veneta, Burberry, Alberta Ferretti, Alexander McQueen и Emanuel Ungaro и по три показа Rochas, Christian Lacroix, Laura Biagiotti, Cacharel, BCBG Max Azria, Sonia Rykiel и Kenzo; снималась для рекламных компаний Calvin Klein, Levi’s, Max Mara, Oscar de la Renta, Bally, Dolce & Gabbana, Moschino, Costume National, Bottega Veneta, Hush Puppies, BCBG Max Azria, Blumarine, Dries Van Noten, Wella, Roberto Cavalli, Victoria’s Secret и H&M; её фотографии размещались на обложках региональных изданий журналов Vogue, Harper’s Bazaar и Elle.
В конце 2007 в последний раз вышла на подиум.

### Карьера в кино
Первое появление на экране состоялось ещё во время работы моделью в фильме о мире моды «Дьявол носит Prada» (2006) с Мерил Стрип и Энн Хэтэуэй и в документальном дневнике модели Сары Зифф о модельном бизнесе «Сними меня: Дневник модели» (2009), материал для которого снимался в течение пяти лет.
Модельный бизнес никогда не был страстью Катрины, и эта работа всегда казалась ей временной. Завершив успешную карьеру в мире моды, спустя десять лет она решила вернуться к своей мечте стать актрисой, хотя по меркам Голливуда казалась себе слишком старой для начинающей старлетки.
В 2008 начала брать уроки актёрского мастерства, а в 2009 переехала в Лос-Анджелес, чтобы вплотную заняться карьерой актрисы, где ещё больше года занималась исключительно учёбой сначала в студии Уорнер Локлин, а затем — в центре Сэнфорда Майснера и студии Джудит Уэстон.
После полугода безуспешных кастингов получила эпизодическую роль без слов, сыграв мать главного героя в высокобюджетном фантастическом фильме Джей Джей Абрамса «Супер 8» (2011). Через год получила ещё одну роль без слов в «Иллюзии обмана» (2012), где появилась на экране вместе с Майклом Кейном, Морганом Фрименом и Вуди Харрельсоном.
В 2012 году также приняла участие в двух цифровых проектах: веб-сериале «H+» компании Google, продюсером которого был Брайан Сингер, и проекте Toshiba и Intel, веб-сериале «Красота внутри», получившем три Гран-при в категориях Cyber Lion, Film Lions и Branded Content and Entertainment Lions на международном фестивале рекламы «Каннские львы». В «H+» она сыграла руководителя корпорации, производящей компьютеры-транспланты, а в «Красоте внутри» — одно из 59 воплощений главного героя Алекса, который каждый день просыпается новым человеком.
В фильме «План побега» (2013) Михаэля Хофстрёма она впервые заговорила на большом экране в роли таинственного агента ЦРУ, которая направляет специалиста по побегам (Сильвестр Сталлоне) в секретную тюрьму, в которой отбывает заключение охранник известного мошенника (Арнольд Шварценеггер).
В сентябре 2013, меньше чем за месяц до начала съёмок, была утверждена на главную роль в телевизионном сериале «Чужестранка» — экранизации популярных романов Дианы Гэблдон («Чужестранка» и др.), опубликованных суммарным тиражом в 20 млн экземпляров, и сразу же стала объектом интереса прессы и многочисленных поклонников книг. Премьера телесериала собрала самые высокие зрительские рейтинги среди новых телесериалов за всю историю телеканала Starz. Как сериал, так и игра Балф получила положительные отзывы критиков. Журнал Rolling Stone включил её в список 25 самых сексуальных людей 2014 года, журнал Entertainment Weekly — в список 12 звёздных прорывов 2014 года, телеканал BBC America назвал любимой британской актрисой 2014, а журнал TV Guide объявил Катрину и её партнёра Сэма Хьюэна лучшей парой 2014. В 2015 участие в сериале было отмечено премией «Сатурн» в категории «Лучшая телеактриса» и номинацией на премию Ирландской академии кино и телевидения в категории «Лучшая драматическая актриса первого плана».

### Другие проекты
В 2010 приняла участие в ирландской телепередаче The Model Scouts в качестве инструктора для девушек-конкурсанток.
В 2013 вместе с моделями Аней Рубик, Анджелой Линдвалл, Коко Роша и Карли Клосс снялась для книги Natural Beauty фотографа Джеймса Хьюстона в каньоне Антилопы.
В 2013 также снялась в клипах на песню «First Fires» британского музыканта Bonobo и на песню «Chloroform» французской группы Phoenix, режиссёром которого была София Коппола.
Поддерживает некоммерческую организацию Model Alliance, которая занимается защитой фотомоделей, после того как дважды сталкивалась с проблемами оплаты своей работы.

### Личная жизнь
Катрина — четвёртый ребёнок в семье. У её родителей помимо пятерых родных детей есть ещё двое приёмных.
После переезда в Нью-Йорк несколько лет встречалась с рок-музыкантом Дейвом Милоне, гитаристом группы Radio 4. Катрину можно увидеть на музыкальном видео на песни Милоне «He is a Chemical» (2006) и «The Damage Done» (2007).
В январе 2018 года стало известно о её помолвке с Тони Макгиллом. 10 августа 2019 года они поженились. В августе 2021 года у пары родился сын.
Большая поклонница кошек.

## Фильмография
| Год          |     | Русское название                     | Оригинальное название               | Роль                       |
| ------------ | --- | ------------------------------------ | ----------------------------------- | -------------------------- |
| 2011         | ф   | Супер 8                              | Super 8                             | Элизабет Лэмб              |
| 2011         | кор | Жажда жизни                          | Lust Life                           | Обри                       |
| 2012         | кор | Волк                                 | The Wolf                            | Салли                      |
| 2012         | с   | Красота внутри                       | The Beauty Inside                   | Алекс №34                  |
| 2012         | ф   | Потерянный Анджелес                  | Lost Angeles                        | Вероника                   |
| 2012—2013    | с   | H+: Цифровой сериал                  | H+                                  | Брианна Шихан              |
| 2013         | ф   | Одержимая                            | Crush                               | Энди                       |
| 2013         | ф   | Иллюзия обмана                       | Now You See Me                      | Джасмин Трасслер           |
| 2013         | ф   | План побега                          | Escape Plan                         | Джессика Майер             |
| 2014 — н. в. | с   | Чужестранка                          | Outlander                           | Клэр Бичем Рэндалл/Фрейзер |
| 2015         | ф   | Цена желания                         | The Price of Desire                 | Габриэль Блох              |
| 2016         | ф   | Финансовый монстр                    | Money Monster                       | Дайана Лестер              |
| 2019         | мс  | Тёмный кристалл: Эпоха сопротивления | The Dark Crystal: Age of Resistance | Тавра                      |
| 2019         | ф   | Ford против Ferrari                  | Ford vs Ferrari                     | Молли Майлз                |
| 2020         | мф  | Рождественское желание Ангелы        | Angela's Christmas Wish             | Мать Дороти                |
| 2021         | ф   | Белфаст                              | Belfast                             | Ма                         |
| 2024         | ф   | Вес победы                           | The Cut                             | Кэйтлин                    |
| 2025         | ф   | Новичок                              | The Amateur                         | Инквилин Дэвис             |
| 2026         | ф   | Тенцинг                              | Tenzing                             | Джилл Хендерсон            |

## Награды и номинации
| Награда                              | Год  | Категория                                           | Работа        | Результат |
| ------------------------------------ | ---- | --------------------------------------------------- | ------------- | --------- |
| BAFTA                                | 2022 | Лучшая женская роль второго плана                   | «Белфаст»     | Ожидается |
| «Сатурн»                             | 2015 | Лучшая телеактриса                                  | «Чужестранка» | Победа    |
| «Сатурн»                             | 2016 | Лучшая телеактриса                                  | «Чужестранка» | Победа    |
| «Сатурн»                             | 2017 | Лучшая телеактриса                                  | «Чужестранка» | Номинация |
| «Сатурн»                             | 2018 | Лучшая телеактриса                                  | «Чужестранка» | Номинация |
| «Сатурн»                             | 2019 | Лучшая телеактриса                                  | «Чужестранка» | Номинация |
| «Сатурн»                             | 2021 | Лучшая телеактриса                                  | «Чужестранка» | Победа    |
| BAFTA                                | 2016 | Лучшая актриса на телевидении                       | «Чужестранка» | Победа    |
| Премия британского независимого кино | 2021 | Лучшая актриса                                      | «Белфаст»     | Номинация |
| «Выбор критиков»                     | 2016 | Лучшая актриса в драматическом сериале              | «Чужестранка» | Номинация |
| «Выбор критиков»                     | 2018 | Лучшая актриса в драматическом сериале              | «Чужестранка» | Номинация |
| «Выбор критиков»                     | 2022 | Лучшая женская роль второго плана                   | «Белфаст»     | Ожидается |
| «Золотой глобус»                     | 2016 | Лучшая женская роль в телевизионном сериале — драма | «Чужестранка» | Номинация |
| «Золотой глобус»                     | 2017 | Лучшая женская роль в телевизионном сериале — драма | «Чужестранка» | Номинация |
| «Золотой глобус»                     | 2018 | Лучшая женская роль в телевизионном сериале — драма | «Чужестранка» | Номинация |
| «Золотой глобус»                     | 2019 | Лучшая женская роль в телевизионном сериале — драма | «Чужестранка» | Номинация |
| «Золотой глобус»                     | 2022 | Лучшая женская роль второго плана                   | «Белфаст»     | Номинация |
| «Спутник»                            | 2018 | Лучшая актриса в драматическом или жанровом сериале | «Чужестранка» | Номинация |
| «Спутник»                            | 2021 | Лучшая актриса в драматическом или жанровом сериале | «Чужестранка» | Номинация |
| «Спутник»                            | 2022 | Лучшая женская роль второго плана                   | «Белфаст»     | Ожидается |
| Премия Гильдии киноактёров США       | 2022 | Лучшая женская роль второго плана                   | «Белфаст»     | Ожидается |
| Премия Гильдии киноактёров США       | 2022 | Лучший актёрский состав в игровом кино              | «Белфаст»     | Ожидается |